# Geissois trifoliolata
Geissois trifoliolata är en tvåhjärtbladig växtart som beskrevs av André Guillaumin. Geissois trifoliolata ingår i släktet Geissois och familjen Cunoniaceae. Inga underarter finns listade i Catalogue of Life.